# Robert
Robert Vinícius Rodrigues Silva (Pirapora, 13 de abril de 2005) é um futebolista brasileiro que atua como atacante. Atualmente joga no Copenhague.
Nascido em Pirapora, Minas Gerais, Robert demonstrou interesse precoce pelo esporte. Aos três anos de idade, já participava de competições de bicicross, acompanhado de sua família, viajando por todo o Brasil de forma independente. Inspirado por seu pai, que também praticava o esporte, Robert conquistou títulos como o Campeonato Mineiro de Bicicross de 2012 e dois Campeonatos Brasileiros de Bicicross.

## Biografia
Além de sua paixão pelo bicicross, que perdura até hoje, Robert sempre teve afinidade com o futebol, jogando com amigos em sua rua desde muito jovem. Aos 7 anos de idade, seus pais decidiram inscrevê-lo em uma escolinha de futebol, seguindo a recomendação do treinador da escola. Inicialmente considerado um passatempo, o jovem começou a se destacar em campeonatos regionais nos quais participava.
Em 2016, quando se aproximava de completar 11 anos, seu pai o levou para uma avaliação em Belo Horizonte. Nessa época, confiando no potencial de Robert, seu pai o incentivou a seguir carreira no futebol em vez do bicicross, acreditando que ele teria um futuro mais promissor com a bola nos pés (embora inicialmente desejasse fazer ambos). Robert praticou bicicross dos 5 aos 11 anos.

## Carreira

### Cruzeiro

#### Base
Durante a avaliação, na qual foi observado por olheiros do Cruzeiro, Robert se destacou e acabou sendo convidado a permanecer por mais uma semana. Ao final do processo, ele foi aprovado nos testes e integrou a equipe do Cruzeiro naquele ano. Inicialmente, sua família viajava a cada 15 dias para levá-lo a Belo Horizonte para treinar, até que, em 2017, um ano após a avaliação, decidiram se mudar definitivamente para a cidade.
Inicialmente atuando como meio-campista e ocasionalmente como volante, devido à sua estatura mais alta, Robert foi movido para a posição de atacante. Eventualmente, ele se firmou como ponta. Sua trajetória no Cruzeiro começou no banco de reservas, entrando eventualmente nas partidas. Em um treino, o centroavante titular da equipe faltou, o que proporcionou uma oportunidade para Robert começar como titular. Logo em sua primeira partida na nova posição, o jogador marcou sete gols e assumiu a titularidade a partir desse momento.
Ao longo de sua carreira nas categorias de base, Robert sempre se destacou como artilheiro e recebeu prêmios individuais. Em março de 2020, quando estava prestes a atingir a categoria Sub-15, ele foi chamado para participar de um treinamento da Seleção Brasileira, onde também estavam presentes jogadores como Vitor Roque e Matheus Gonçalves. No entanto, nesse período, a pandemia de COVID-19 chegou ao Brasil, interrompendo jogos e campeonatos. Foi um momento difícil para ele, pois acabou perdendo um ano muito importante nas categorias de base, justo quando os campeonatos de maior destaque estavam prestes a começar.
Após o retorno das competições, aos 15 anos de idade, Robert foi diretamente integrado à equipe Sub-17 do Cruzeiro. Ele passou por algumas mudanças na diretoria do clube e teve a oportunidade de disputar três Campeonatos Brasileiros nessa categoria. Em 2023, participou da Copa São Paulo de Futebol Júnior, onde marcou um gol considerado o mais bonito da segunda fase da competição.

#### Profissional
No mesmo ano, ele foi chamado para integrar o time profissional do Cruzeiro pelo técnico Pepa. Robert assinou seu primeiro contrato profissional com o clube, e renovou até 2027.
Robert foi relacionado pela primeira vez ao time principal em um jogo contra o Bahia, pelo Campeonato Brasileiro. Após isso, seguiu sendo relacionado para os jogos do time no Campeonato. Fez sua estreia como futebolista profissional no dia 8 de julho de 2024, contra a equipe do Vasco da Gama, em partida do Campeonato Brasileiro. Marcou seu primeiro gol como futebolista profissional no dia 27 de novembro de 2023, contra o Goiás, em partida do Campeonato Brasileiro, com esse sendo o gol da vitória do Cruzeiro por 1–0.

### Copenhague
No dia 2 de agosto de 2024, o Cruzeiro anunciou o empréstimo de Robert ao Copenhague, da Dinamarca, em contrato de empréstimo válido por um ano. Fez sua estreia pelo Copenhague no dia 22 de agosto de 2024, contra o Kilmarnock, em partida da Liga Conferência da UEFA.
No dia 20 de janeiro de 2025, o jogador foi comprado pelo clube dinamarquês e assinou um contrato até o fim de 2029. A negociação de 85% dos direitos econômicos foi concretizada por 2,5 milhões de euros (R$ 15,7 milhões na cotação atual). O clube celeste mantém 15% dos direitos.

## Estatísticas
Atualizadas até 2 de dezembro de 2024
| Clube             | Temporada         | Campeonato nacional | Campeonato nacional | Campeonato nacional | Copa nacional[a] | Copa nacional[a] | Copa nacional[a] | Competições continentais[b] | Competições continentais[b] | Competições continentais[b] | Outros torneios[c] | Outros torneios[c] | Outros torneios[c] | Total | Total | Total   |
| Clube             | Temporada         | Jogos               | Gols                | Assist.             | Jogos            | Gols             | Assist.          | Jogos                       | Gols                        | Assist.                     | Jogos              | Gols               | Assist.            | Jogos | Gols  | Assist. |
| ----------------- | ----------------- | ------------------- | ------------------- | ------------------- | ---------------- | ---------------- | ---------------- | --------------------------- | --------------------------- | --------------------------- | ------------------ | ------------------ | ------------------ | ----- | ----- | ------- |
| Cruzeiro          | 2023              | 9                   | 1                   | 0                   | —                | —                | —                | —                           | —                           | —                           | —                  | —                  | —                  | 9     | 1     | 0       |
| Cruzeiro          | 2024              | 12                  | 0                   | 1                   | —                | —                | —                | 2                           | 0                           | 0                           | 7                  | 0                  | 0                  | 21    | 0     | 1       |
| Cruzeiro          | Total             | 21                  | 1                   | 1                   | —                | —                | —                | 2                           | 0                           | 0                           | 7                  | 0                  | 0                  | 30    | 1     | 1       |
| Copenhague        | 2024—25           | 8                   | 2                   | 3                   | 0                | 0                | 0                | 2                           | 0                           | 1                           | 0                  | 0                  | 0                  | 10    | 2     | 4       |
| Copenhague        | Total             | 8                   | 2                   | 3                   | 0                | 0                | 0                | 2                           | 0                           | 1                           | 0                  | 0                  | 0                  | 10    | 2     | 4       |
| Total na carreira | Total na carreira | 29                  | 3                   | 4                   | 0                | 0                | 0                | 4                           | 0                           | 1                           | 7                  | 0                  | 0                  | 40    | 3     | 5       |

- a. ^ Jogos da Copa da Dinamarca
- b. ^ Jogos da Copa Sul-Americana e Liga Conferência da UEFA
- c. ^ Jogos do Campeonato Mineiro